# Mellerup Kirke
 Ikke at forveksle med Mellerup Valgmenighedskirke.
Mellerup Kirke er sognekirken i Mellerup Sogn i Randers Nordre Provsti, Århus Stift. Mellerup ligger i Randers Kommune nordøst for Randers ved fjorden; indtil Kommunalreformen i 2007 lå den i Nørhald Kommune, og indtil Kommunalreformen i 1970 lå den i Støvring Herred i Randers Amt.
Kor og skib er opført i romansk tid af kvadersten over skråkantsokkel. Begge døre er bevaret, norddøren tilmuret med tovsnoning på overliggeren, syddøren stadig i brug men noget forrykket i forhold til norddøren. I kirkens nordmur ses to oprindelige vinduer. Våbenhuset i munkesten stammer fra senmiddelalderen.
Den runde korbue er bevaret med uprofilerede kragsten. Altertavlen i renæssance bærer årstallet 1621 og bogstaverne M P T, i storfeltet ses en kopi efter Leonardos Nadver, maleriet flankeres af vinger, i topstykket ses Himmelfarten. Altertavlen har tidligere båret våben for Eske Brock (†1625) og Christence Viffert (†1624). Prædikestolen fra 1634 har dobbeltsøjler og evangelister i felterne, opgangen til prædikestolen er gennem triumfvæggen. Over korbuen er ophængt et korbuekrucifiks fra 1300-tallet.
Den romanske granitfont har tovsnoning om mundingsranden og firkantet fod med hjørnekløer. Fonten er ikke registreret i Mackeprang.
I Mellerup ligger også en valgmenighedskirke Mellerup Valgmenighedskirke hvor Jakob Knudsen var præst og digtede Se, nu stiger Solen mens han var præst dér 1890-96.

## Galleri
| - Syddør - Skibet set mod øst |

| - Altertavle fra 1621 - Prædikestol fra 1634 - Romansk granitfont |